# Dyscritobaeus spinosus
Dyscritobaeus spinosus är en stekelart som först beskrevs av Alan Parkhurst Dodd 1915.  Dyscritobaeus spinosus ingår i släktet Dyscritobaeus och familjen Scelionidae. Inga underarter finns listade i Catalogue of Life.